# Ginástica rítmica nos Jogos Olímpicos de Verão de 2012 - Grupos

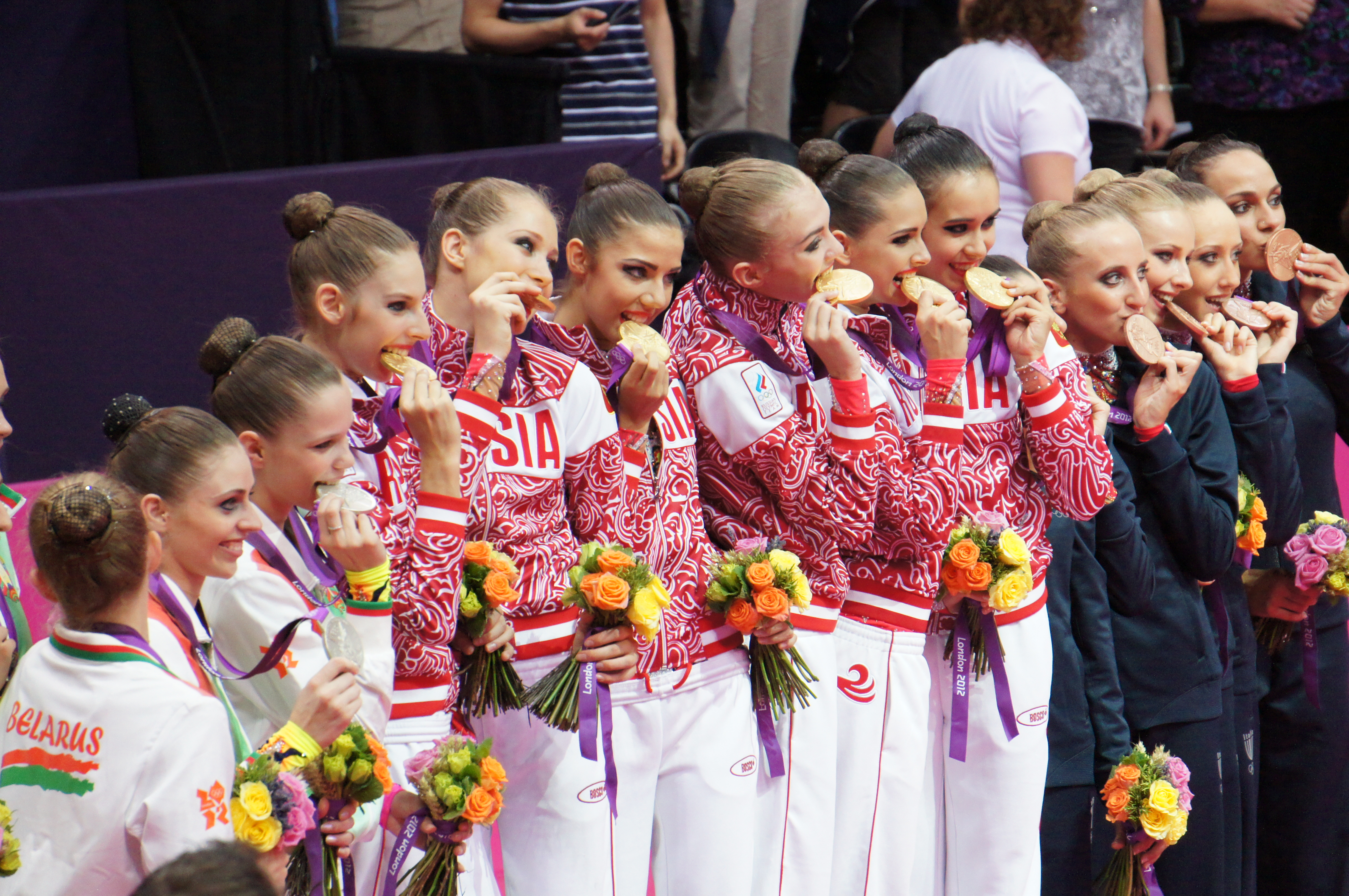
Pódio por equipes da ginástica rítmica.

A prova de grupos da ginástica rítmica nos Jogos Olímpicos de Verão de 2012 foi realizada entre 9 e 12 de agosto na Arena Wembley, em Londres.

## Calendário
Horário local (UTC+1)
| Dia          | Horário | Fase      |
| ------------ | ------- | --------- |
| 9 de agosto  | 12:00   | Rotação 1 |
| 10 de agosto | 12:00   | Rotação 2 |
| 12 de agosto | 13:30   | Final     |

## Medalhistas
|  | RUS Rússia                                                                                                  |  | BLR Bielorrússia                                                                                                 |  | ITA Itália                                                                                     |
|  | Anastasia Bliznyuk Uliana Donskova Ksenia Dudkina Alina Makarenko Anastasia Nazarenko Karolina Sevastyanova |  | Maryna Hancharova Anastasiya Ivankova Nataliya Leshchyk Aliaksandra Narkevich Kseniya Sankovich Alina Tumilovich |  | Elisa Blanchi Romina Laurito Marta Pagnini Elisa Santoni Anzhelika Savrayuk Andreea Stefanescu |

## Resultados

### Qualificação
As oito melhores equipes classificaram-se para a final.
| Pos. | Equipe | 5      | 5    | 3 + 2  | 3 + 2 | Total  | Notas |
| Pos. | Equipe | Pontos | Pen. | Pontos | Pen.  | Total  | Notas |
| ---- | --- | ------ | ---- | ------ | ----- | ------ | ----- |
| 1    | RUS Rússia Anastasia Bliznyuk Uliana Donskova Ksenia Dudkina Alina Makarenko Anastasia Nazarenko Karolina Sevastyanova            | 28.375 |      | 28.000 |       | 56.375 | Q     |
| 2    | ITA Itália Elisa Blanchi Romina Laurito Marta Pagnini Elisa Santoni Anzhelika Savrayuk Andreea Stefanescu                         | 28.100 |      | 27.700 |       | 55.800 | Q     |
| 3    | BLR Bielorrússia Maryna Hancharova Anastasiya Ivankova Nataliya Leshchyk Aliaksandra Narkevich Kseniya Sankovich Alina Tumilovich | 27.900 |      | 26.850 |       | 54.750 | Q     |
| 4    | BUL Bulgária Reneta Kamberova Mihaela Marvska Tsvetelina Naydenova Elena Todorova Hristiana Todorova Katrin Vekova                | 27.250 |      | 27.375 |       | 54.625 | Q     |
| 5    | ESP Espanha Loreto Achaerandio Sandra Aguilar Elena López Lourdes Mohadeno Alejandra Quereda Lidia Redondo                        | 27.150 |      | 27.400 |       | 54.550 | Q     |
| 6    | UKR Ucrânia Olena Dmytrash Yevgeniya Gomon Valeriia Gudym Viktoriia Lenyshyn Viktoriia Mazur Svitlana Prokopova                   | 27.050 |      | 27.100 |       | 54.150 | Q     |
| 7    | ISR Israel Moran Buzovski Viktoriya Koshel Noa Palatchy Marina Shults Polina Zakaluzny Eliora Zholkovski                          | 26.500 |      | 26.600 |       | 53.100 | Q     |
| 8    | JPN Japão Natsuki Fukase Airi Hatakeyama Rie Matsubara Rina Miura Nina Saeedyokota Kotono Tanaka                                  | 26.725 |      | 26.300 | 0.40  | 53.025 | Q     |
| 9    | GRE Grécia Eleni Doika Alexia Kyriazi Evdokia Loukagkou Stavroula Samara Vasileia Zachou Marianthi Zafeiriou                      | 25.875 |      | 26.000 |       | 51.875 |       |
| 10   | GER Alemanha Mira Bimperling Judith Hauser Nicole Müller Camilla Pfeffer Cathrin Puhl Sara Radman                                 | 24.500 |      | 25.150 | 0.05  | 49.650 |       |
| 11   | CAN Canadá Katrina Cameron Rose Cossar Alexandra Landry Anastasiya Muntyanu Anjelika Reznik Kelsey Titmarsh                       | 24.050 |      | 23.975 |       | 48.025 |       |
| 12   | GBR Grã-Bretanha Georgina Cassar Jade Faulkner Francesca Fox Lynne Hutchison Louisa Pouli Rachel Smith                            | 24.150 |      | 23.850 | 0.05  | 48.000 |       |

### Final

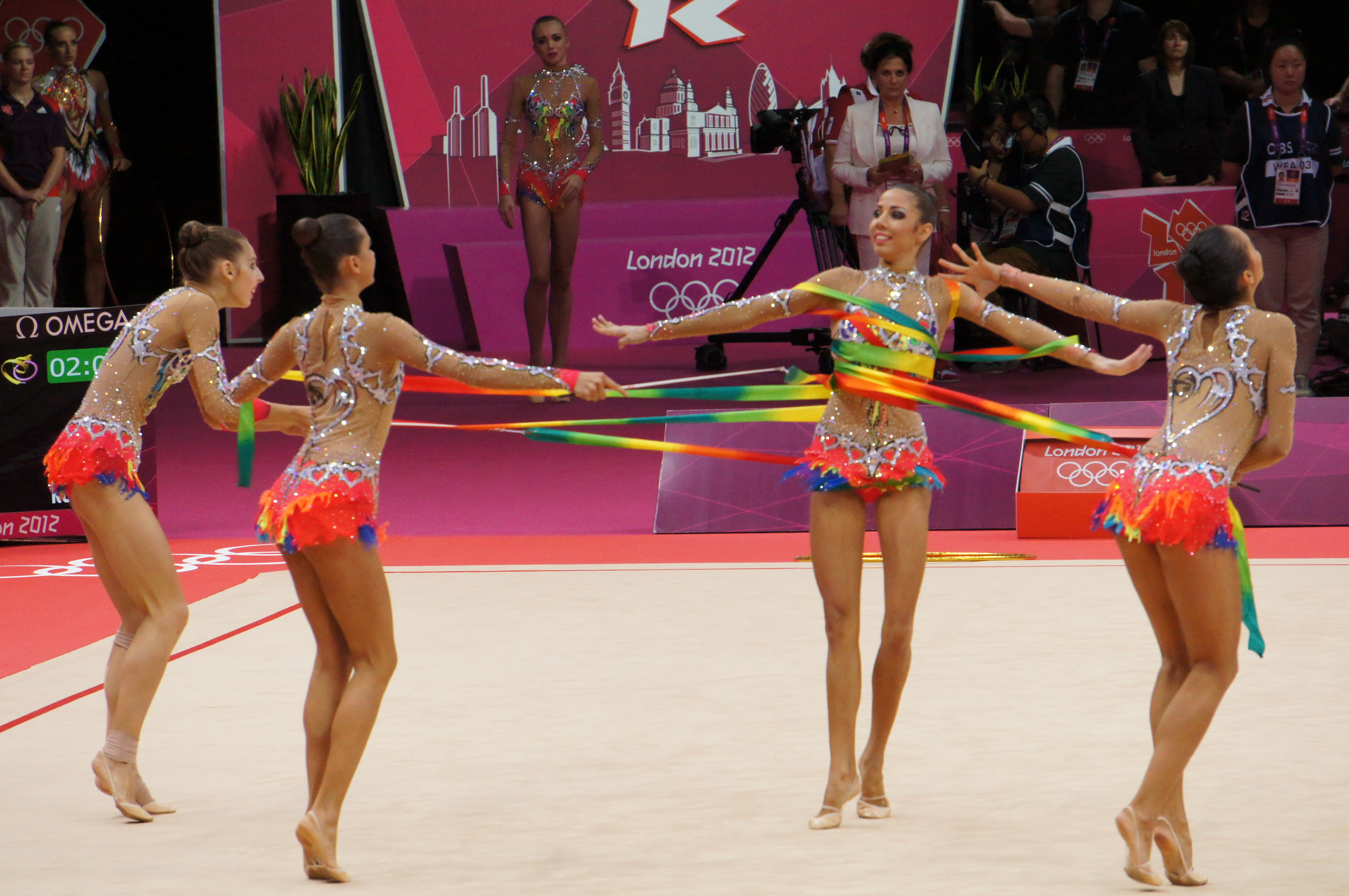
Equipe da Rússia na rotina de 3 fitas e 2 arcos.

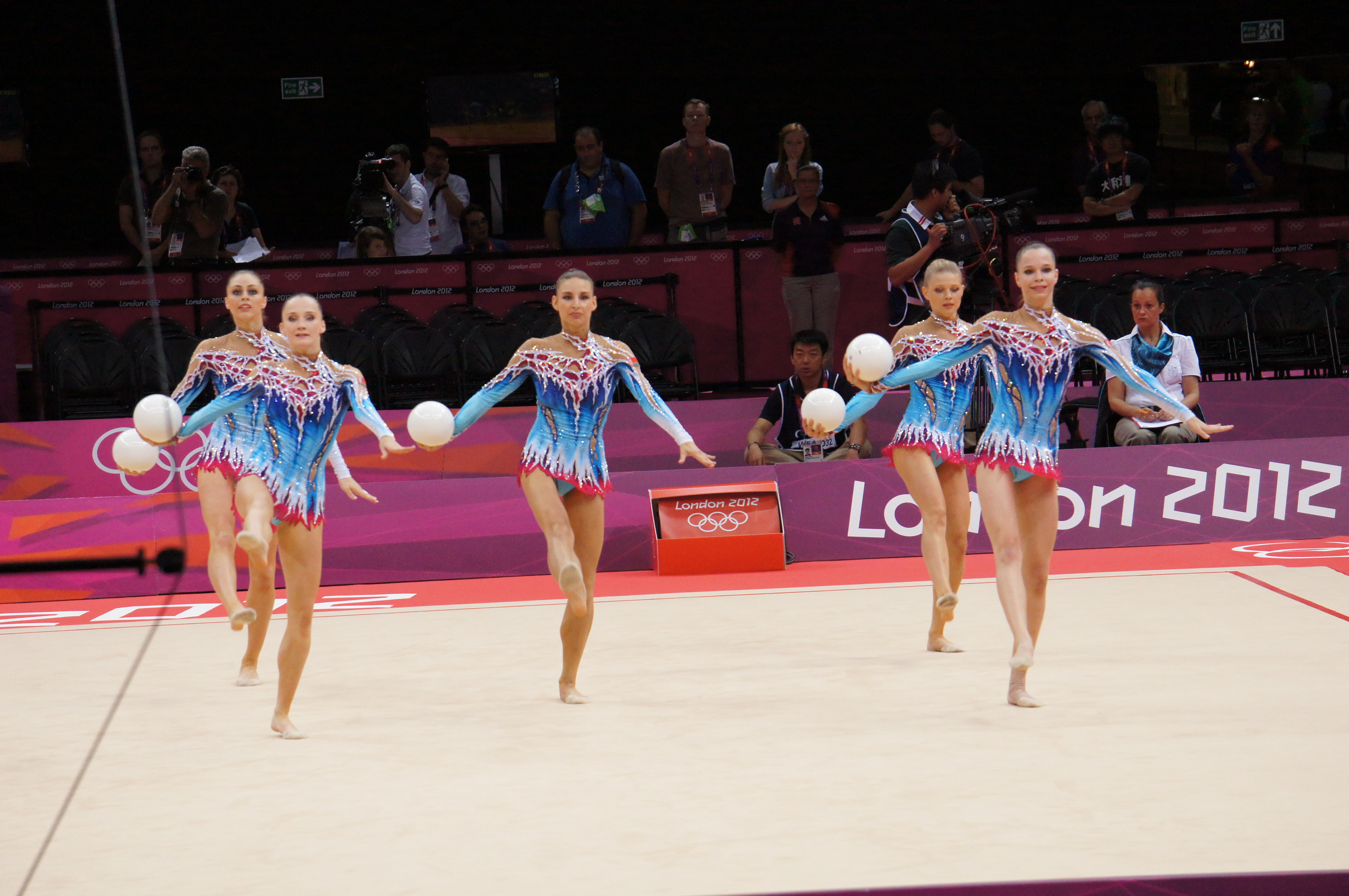
Bielorrússia se apresentando com as 5 bolas.

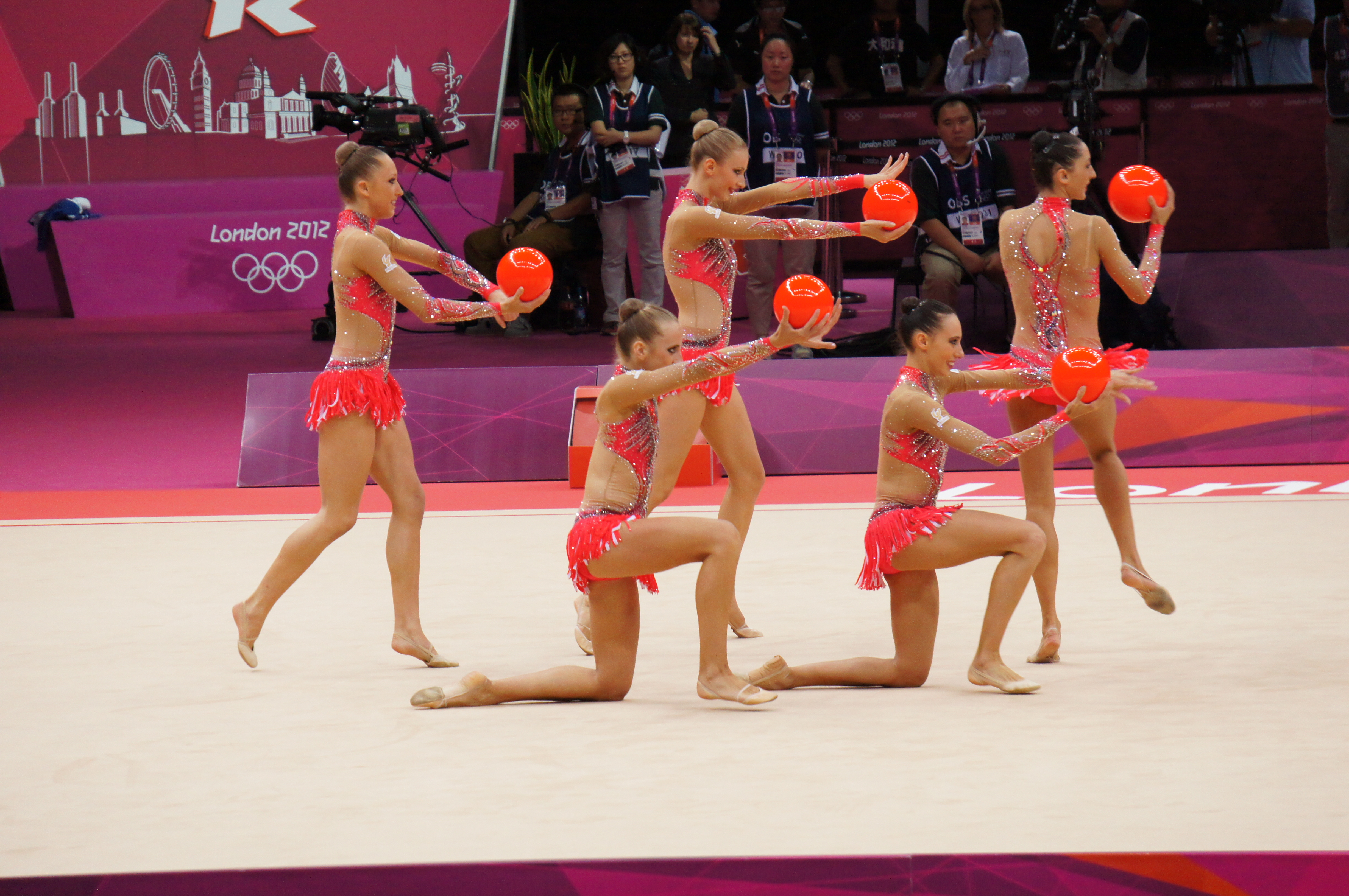
Apresentação da Itália com as 5 bolas.

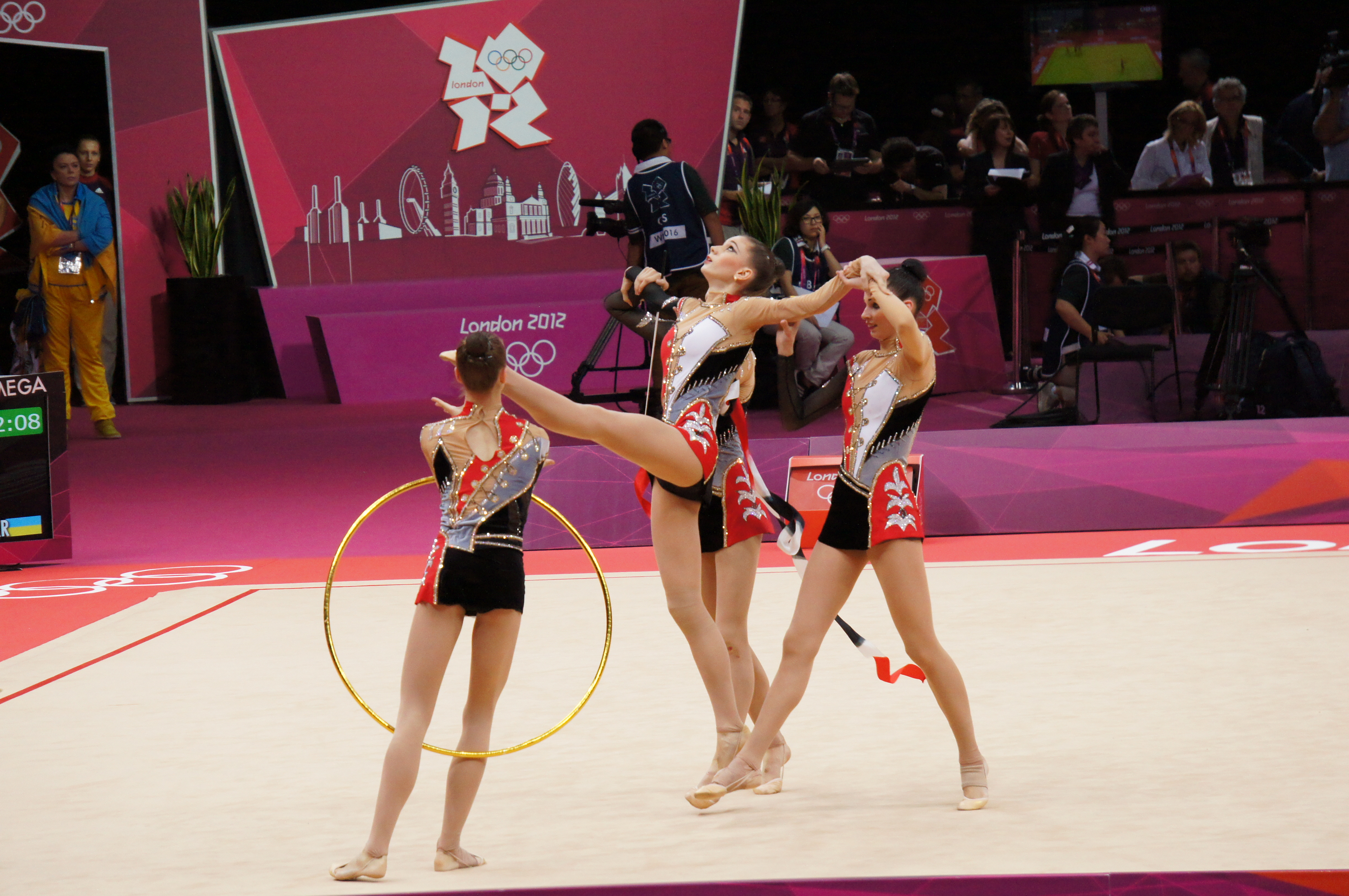
Ucrânia com as 3 fitas e 2 arcos.

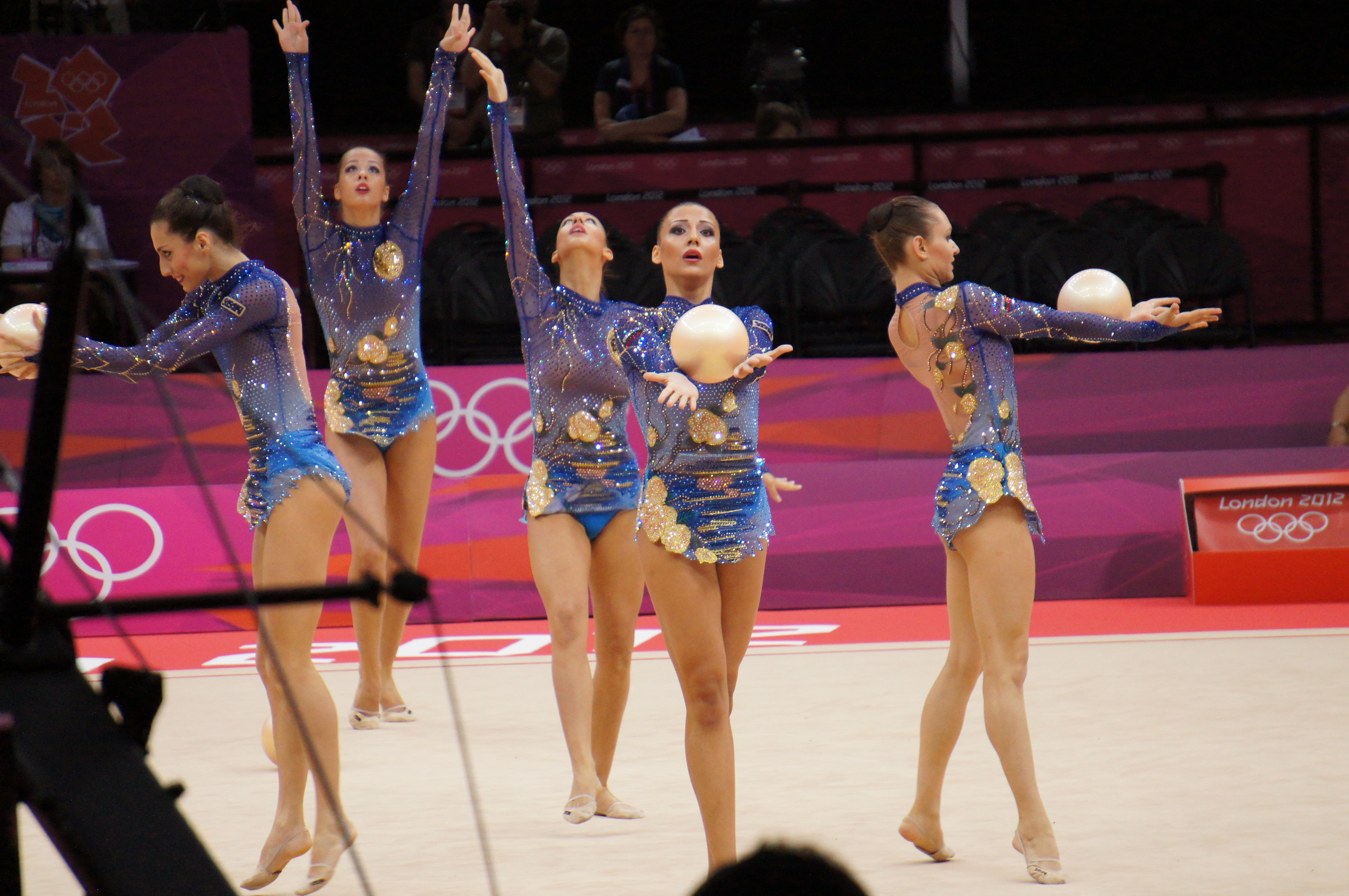
Bulgária na rotina de 5 bolas.

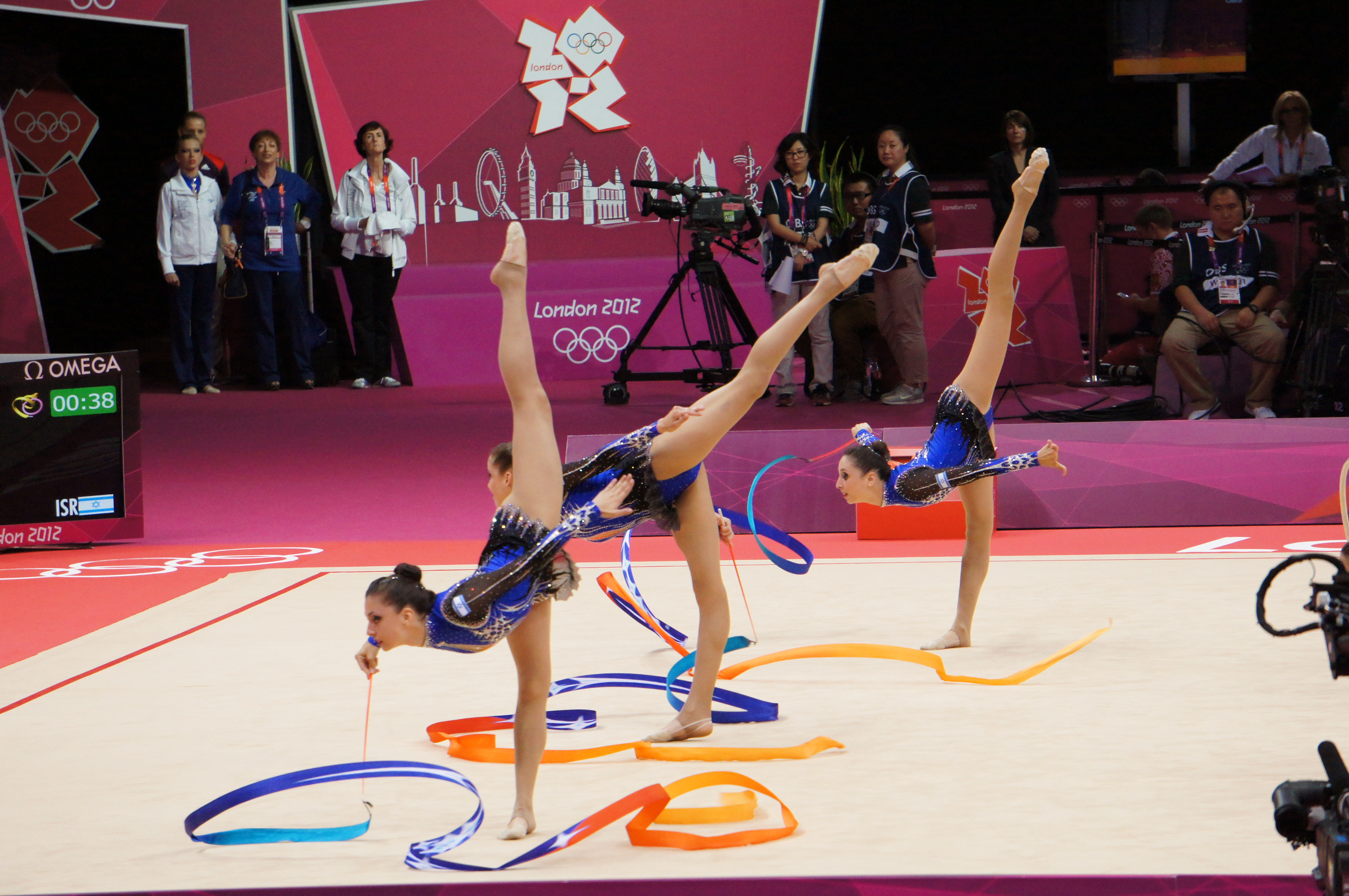
Apresentação de Israel com as 3 fitas e 2 arcos.

Na final os pontos obtidos na fase de classificação não foram considerados obtendo a medalha de ouro a equipe com melhor pontuação.
| Pos.              | Equipe | 5      | 5    | 3 + 2  | 3 + 2 | Total  | Notas |
| Pos.              | Equipe | Pontos | Pen. | Pontos | Pen.  | Total  | Notas |
| ----------------- | --- | ------ | ---- | ------ | ----- | ------ | ----- |
| Medalha de ouro   | RUS Rússia Anastasia Bliznyuk Uliana Donskova Ksenia Dudkina Alina Makarenko Anastasia Nazarenko Karolina Sevastyanova            | 28.700 |      | 28.300 |       | 57.000 |       |
| Medalha de prata  | BLR Bielorrússia Maryna Hancharova Anastasiya Ivankova Nataliya Leshchyk Aliaksandra Narkevich Kseniya Sankovich Alina Tumilovich | 27.825 |      | 27.675 |       | 55.500 |       |
| Medalha de bronze | ITA Itália Elisa Blanchi Romina Laurito Marta Pagnini Elisa Santoni Anzhelika Savrayuk Andreea Stefanescu                         | 28.125 |      | 27.325 | 0.20  | 55.450 |       |
| 4                 | ESP Espanha Loreto Achaerandio Sandra Aguilar Elena López Lourdes Mohadeno Alejandra Quereda Lidia Redondo                        | 27.400 |      | 27.550 |       | 54.950 |       |
| 5                 | UKR Ucrânia Olena Dmytrash Yevgeniya Gomon Valeriia Gudym Viktoriia Lenyshyn Viktoriia Mazur Svitlana Prokopova                   | 27.200 |      | 27.175 |       | 54.375 |       |
| 6                 | BUL Bulgária Reneta Kamberova Mihaela Marvska Tsvetelina Naydenova Elena Todorova Hristiana Todorova Katrin Vekova                | 27.950 |      | 26.425 |       | 54.375 |       |
| 7                 | JPN Japão Natsuki Fukase Airi Hatakeyama Rie Matsubara Rina Miura Nina Saeedyokota Kotono Tanaka                                  | 27.000 |      | 27.100 |       | 54.100 |       |
| 8                 | ISR Israel Moran Buzovski Viktoriya Koshel Noa Palatchy Marina Shults Polina Zakaluzny Eliora Zholkovski                          | 26.725 |      | 26.675 |       | 53.400 |       |